# هاري ماثيوز (مدرب كرة القاعدة)
هاري ماثيوز (بالإنجليزية: Harry Mathews)‏ هو مدرب كرة القاعدة ‏ أمريكي، (و. 1876  م).